# Parc éolien de Lincs
Le parc éolien de Lincs est un parc éolien situé en mer du Nord. Il a été mis en service en 2013. Son coût a été d'environ 1 milliard de livres.